# Mesopherna incultella
Mesopherna incultella is een vlinder uit de familie zakjesdragers (Psychidae). De wetenschappelijke naam van deze soort is voor het eerst geldig gepubliceerd in 1864 door Walker.